# Mitsukuriella squamulosa
Mitsukuriella squamulosa is een zeekomkommer uit de familie Vaneyellidae.
De wetenschappelijke naam van de soort werd in 1912 gepubliceerd door K. Mitsukuri.